# Guillermo Fernández Vara
Guillermo Fernández Vara (Olivenza, Badajoz, 6 de octubre de 1958) es un médico forense, profesor universitario y político español del PSOE, que presidió la Junta de Extremadura entre 2007 y 2011, y posteriormente entre 2015 y 2023. En la actualidad, es senador en las Cortes Generales por designación de la Asamblea de Extremadura, desempeñando el cargo de Vicepresidente Segundo del Senado de España.

## Biografía

### Primeros años
Nieto de un fiscal e hijo de un magistrado del Tribunal Supremo, se educó en el Colegio San José de los jesuitas en Villafranca de los Barros. En ese centro religioso estudió el Bachillerato y el Curso de Orientación Universitaria, abandonando el colegio el 1975. Estuvo afiliado un año a Alianza Popular, animado por su amigo Antonio Hernández Mancha.
Estudió la carrera de Medicina en la Universidad de Córdoba, en la que se licencia en 1983. En 1986 ingresa por oposición al Cuerpo Nacional de Médicos Forenses. Fue el número 1 en la décima promoción de médicos forenses del Centro de Estudios Judiciales. Entre 1986 y 1987 fue profesor colaborador de Medicina Legal en la Universidad de Valencia.
En 1988 obtuvo la plaza de médico forense con destino en Extremadura.
En 1988 se convirtió en profesor asociado del Área de Toxicología y Legislación Sanitaria encargado de la Unidad Docente de Medicina Legal de la Universidad de Extremadura. Obtuvo el grado en la Universidad de Extremadura con una tesina que fue calificada de sobresaliente, en 1989, año en el cual comenzó a ser director del Centro Médico-Forense de Badajoz.
Ha sido profesor de la Escuela de Prácticas Jurídicas del Colegio de Abogados y de Medicina de la Escuela Territorial de Extremadura de Fútbol.[¿cuándo?]
Ha sido, además, presidente de la Asociación Estatal de Médicos Forenses de España y obtuvo la Cruz distinguida de la Orden de San Raimundo de Peñafort, concedida por el Ministerio de Justicia.
Fue presidente de la Asamblea Local de Cruz Roja en Olivenza desde marzo de 1993 a  julio de 1995, participando activamente en los Comités Autonómico de Extremadura y Provincial de Badajoz, así como profesor del voluntariado que desarrollaba su actividad en el Área de Socorros y Emergencias.
Se afilió al PSOE de Extremadura cuando regresó a su tierra natal y fue fichado por Juan Carlos Rodríguez Ibarra, entonces presidente de la Junta de Extremadura y mentor político de Fernández Vara. La relación con éste, la cual terminó en amistad, se inició al compartir vecindad en la pedanía de Santo Domingo de Guzmán, dependiente del municipio de Olivenza. 
Desde su entrada en la Administración Pública extremeña, desempeñó diferentes cargos institucionales: fue director general de Salud Pública y Consumo de la Consejería extremeña de Sanidad y Consumo desde el 31 de agosto de 1995 hasta el 10 de enero de 1996. En ese mismo año fue nombrado consejero de Bienestar Social, y permaneció en el cargo hasta 1999. Desde esa fecha pasó a desempeñar el cargo de consejero de Sanidad y Consumo, hasta que fue nombrado presidente de la Junta. Es también diputado en la Asamblea de Extremadura por la provincia de Badajoz. En el plano orgánico, fue secretario general del PSOE de Olivenza, su villa natal.

### Primer mandato como presidente de la Junta de Extremadura (2007-2011)
Tras la decisión negativa de Juan Carlos Rodríguez Ibarra a continuar como candidato a la Presidencia de la Junta de Extremadura, el día 20 de septiembre la Comisión Ejecutiva Regional del PSOE apoya la decisión de Ibarra y lo aclama por unanimidad candidato de cara a los comicios de 2007, comicios que ganó el PSOE por mayoría absoluta, con el 52% de los votos y 25 puntos de ventaja respecto al PP. Fernández Vara fue investido presidente de la Junta de Extremadura el 27 de junio de 2007..
Durante su presidencia, continuó con varias de las iniciativas de su antecesor en el cargo. Bajo su mandato se consiguieron los acuerdos necesarios con el Partido Popular, único grupo de la oposición, para la reforma del Estatuto de Autonomía de Extremadura y la aprobación de la primera Ley de Educación autonómica. Pese a iniciar la legislatura con buenos datos económicos, los efectos de la crisis económica desde 2008 se dejaron sentir en la región, aumentando la tasa de paro, con la proliferación de ERE's en varias empresas de la comunidad. Ante esta situación, Vara llegó de nuevo a acuerdos para aprobar el Pacto Social y Político de Reformas por Extremadura, con medidas como la reducción de empresas públicas regionales, destacando la creación de Extremadura Avante. En materia empresarial destaca el apoyo de Fernández Vara al proyecto de Refinería Balboa, cuyos trámites no finalizaron bajo su mandato, y la negativa a la instalación del ATC para residuos radioactivos en la localidad cacereña de Albalá, anunciando que presentaría su dimisión si finalmente el almacén recalaba en Extremadura. La crisis también paralizó el proyecto del Aeropuerto Internacional de Extremadura. Entre otras infraestructuras, se procedió a la ampliación de la autovía autonómica EX-A1 desde Plasencia hasta la frontera con Portugal y se dieron los primeros pasos para la EX-A4, que unirá las capitales provinciales de Cáceres y Badajoz.
En materia cultural, destacó su apoyo a la candidatura de Cáceres a ser Capital Europea de la Cultura en 2016, pero el proyecto no superó el primer corte. Tampoco salieron adelante iniciativas como la Candidatura de Madrid a los Juegos Olímpicos de 2016, que tenía a Mérida como subsede, ni la de la Copa Mundial de Fútbol de 2018 en España y Portugal, donde Badajoz sería sede. Un hecho destacado fue la creación del Centro Internacional de Innovación Deportiva en el Medio Natural, conocido como El Anillo, ubicado en Zarza de Granadilla (Cáceres). 
Bajo la Presidencia española de la Unión Europea en 2010, se celebró en Mérida una cumbre informal de Ministros de Agricultura de la Unión Europea entre el 30 de mayo y el 1 de junio de ese año.
Fernández Vara fue presidente del XXXVII Congreso del PSOE, donde se reeligió a José Luis Rodríguez Zapatero como secretario general. Desde el 19 de julio de 2008 es también secretario general del PSOE de Extremadura, obteniendo el 99,7% del voto de los delegados. 
El 25 de enero de 2008, el Consejo de Ministros le concedió la Gran Cruz de la Orden Civil de Sanidad del Ministerio de Sanidad y Consumo. Es capataz del paso de La Soledad de la Cofradía del Descendimiento de su pueblo natal, Olivenza y miembro de la Asociación de Antiguos Amigos del Centro. Está casado y es padre de dos hijos.
El 20 de febrero de 2011 presentó su candidatura a la reelección para la Presidencia de la Junta de Extremadura, en un acto acompañado por el vicepresidente primero y ministro del Interior Alfredo Pérez Rubalcaba. En las elecciones de mayo de dicho año, perdió la mayoría absoluta y se vio sobrepasado por la candidatura del Partido Popular. Aunque hubiese podido continuar gobernando con Izquierda Unida (España), al sumar entre ambos partidos la mayoría absoluta, esta formación optó por la abstención para dejar gobernar en mayoría simple al PP. De esta forma fue investido presidente de la Junta de Extremadura José Antonio Monago, finalizando Fernández Vara su mandato al frente del ejecutivo extremeño el 7 de julio de 2011.

### Líder de la oposición (2011-2015)
Tras la pérdida de la presidencia de la Junta de Extremadura, fue nombrado presidente del Grupo Parlamentario Socialista en la Asamblea de Extremadura, asumiendo la jefatura de la oposición al nuevo gobierno. El 14 de abril de 2012, durante el 11.º Congreso Regional del PSOE de Extremadura, fue reelegido secretario general con el 95% de los votos. 
Como hecho destacado, Fernández Vara se presentó como candidato a presidir la Junta en una moción de censura contra el gobierno de José Antonio Monago el 14 de mayo de 2014, si bien la misma no prosperó al contar sólo con los votos favorables de PSOE y PREX-CREX (30 diputados), frente a la negativa del PP (32 diputados) y la abstención de IU (3 diputados). Pese a que las expectativas de que prosperara la moción de censura eran muy bajas y que había un riesgo de hundimiento para la imagen de Vara, tan sólo 11 días después el PSOE recibió oxígeno con los resultados en Extremadura de las Elecciones al Parlamento Europeo del 25 de mayo de 2014, donde los socialistas lograron ser, de nuevo, el partido más votado en la región desde que salieron del gobierno autonómico. Supuso el precedente de la victoria electoral de Fernández Vara un año después en las elecciones regionales, que hicieron posible su vuelta al gobierno extremeño.

### Segundo mandato (2015-2019)
En las Elecciones a la Asamblea de Extremadura de 2015, el PSOE, encabezado de nuevo por Guillermo Fernández Vara, fue la fuerza política más votada en la comunidad, haciéndose con un total de 30 escaños, a tres de la mayoría absoluta.
En la sesión de investidura del 1 de julio de 2015, Fernández Vara consiguió la mayoría absoluta de la Asamblea de Extremadura en primera vuelta, gracias a los votos favorables del propio PSOE (30 diputados) y de Podemos (6 diputados), mientras que el PP y Ciudadanos se abstuvieron (28 y 1 diputados, respectivamente). La toma de posesión tuvo lugar el 4 de julio de 2015, en un acto abierto a todo el público a las puertas de la Asamblea de Extremadura, iniciando Fernández Vara su segundo mandato, no consecutivo, como Presidente de la Junta de Extremadura.

### Tercer mandato (2019-2023)
Tras ganar las elecciones a la Asamblea de Extremadura de 2019 por mayoría absoluta, fue investido presidente de la Junta de Extremadura el 25 de junio de 2019 gracias a los votos de su partido, el PSOE. Ciudadanos y Unidas por Extremadura se abstuvieron y el Partido Popular votó en contra.

### Elecciones de 2023
En las elecciones a la Asamblea de Extremadura del 28 de mayo de 2023 el PSOE pierde 6 diputados y se queda en 28 de 65. Sin embargo, el PP de María Guardiola consigue también 28 y Vox otros 5, sumando juntos mayoría absoluta. Viendo que puede perder la presidencia, Vara anuncia esa misma noche que abandona la política y vuelve a la medicina. No obstante, ante las discrepancias de Guardiola de pactar con Vox, Vara recula e intenta mantener la presidencia. En la sesión de investidura del 13 y 14 de julio de 2023 María Guardiola es elegida presidenta de Extremadura con los apoyos del PP y Vox, pasando Vara a ser el líder de la oposición, aunque anticipando su marcha.

### Senado
Tras perder la presidencia, es elegido senador por designación autonómica por la Asamblea de Extremadura. El día de la Constitución de las Cortes fue elegido Vicepresidente Segundo del Senado, cargo que sigue ostentando.

## Cargos desempeñados
- Director del Centro Médico-Forense de Badajoz (1989-1994)
- Presidente de la Asamblea Local de Cruz Roja en Olivenza (1993-1995)
- Director general de Salud Pública y Consumo de la Junta de Extremadura (1995-1996)
- Consejero de Bienestar Social de la Junta de Extremadura (1996-1999)
- Concejal del Ayuntamiento de Olivenza (julio-septiembre de 1999)
- Consejero de Sanidad y Consumo de la Junta de Extremadura (1999-2007)
- Diputado por Badajoz en la Asamblea de Extremadura (desde 2003)
- Presidente de la Junta de Extremadura (de 2007 a 2011 y de 2015 a 2023)
- Secretario general del PSOE de Extremadura (2008-2024)
- Presidente del Grupo Parlamentario Socialista en la Asamblea de Extremadura (2011-2015)
- Vicepresidente Segundo del Senado (2023-actualidad).